# Кубок НБА
Кубок НБА — баскетбольный турнир, проводимый Национальной баскетбольной ассоциацией, в течение регулярного сезона НБА. Первый турнир был сыгран в рамках регулярного сезона 2023/2024 и носил название Внутрисезонный турнир НБА.
Турнир был официально анонсирован 8 июля 2023 года на телеканале ESPN в спортивной программе NBA Today. Турнир будет иметь формат аналогичный с европейскими клубными футбольными турнирами и Кубку комиссара ВНБА. Каждый игрок победившей команды получит пятьсот тысяч долларов США, а команде, которая выиграла турнир, вручат кубок.

## История турнира
27 апреля 2023 года НБА и профсоюз игроков НБА ратифицировали новое коллективное соглашение, которое начало действовать с 1 июля 2023 года до окончания сезона 2029/2030. В новом коллективном соглашении было предусмотрено создание внутрисезонного турнира. 28 июня 2023 года НБА и профсоюз игроков утвердили новое коллективное соглашение.
В начале июля 2023 года репортёр ESPN Эдриан Войнаровски сообщил, что НБА проведёт первый внутрисезонный турнир с 3 ноября по 9 декабря 2023 года.
8 июля были раскрыты детали турнира 2023 года: Были объявлены результаты посева и жеребьёвки группового этапа, также было сообщено, что полуфиналы и финал внутрисезонного турнира будут сыграны на Ти-Мобайл Арене в Лас-Вегасе.

## Формат турнира
Турнир имеет формат аналогичный с европейскими клубными футбольными турнирами и Кубку комиссара ВНБА. Он проводится по следующим правилам:
- Команды каждой конференции разделены на три группы, состоящие из пяти клубов НБА (всего шесть групп по три группы в Восточной и Западной конференциях). Три лучшие команды (по результатам предыдущего сезона) случайным образом распределяются по трём группам конференции, затем случайным образом распределяются следующие три команды и так далее.
- В течение ноября по вторникам и пятницам проводятся игры группового этапа против каждой из команд своей группы (два матча дома и два в гостях, всего 4 игры). Матчи группового этапа внутрисезонного турнира проходят в рамках регулярного сезона НБА.
- В плей-офф выходят победители групп, а также лучшая команда, которая заняла 2-е место в своей конференции.
- Игры четвертьфинала организовываются двумя командами с лучшими показателями га групповом этапе в каждой конференции, а команда с лучшими показателями на групповом этапе будет принимать лучшую команду занявшую второе место в группе.
- Полуфиналы и финал Кубка играются в Лас-Вегасе.
- В 2024 году каждый игрок и главный тренер команды-обладателя Кубка НБА получает 514 970 долларов США, Команда, которая проиграет в финале турнира, получит 205 988 долларов на игрока. Команда, проигравшая в полуфинале – 102 994 доллара на игрока. Команда, проигравшая в четвертьфинале – 51 497 долларов на игрока.
- Из-за разного количества матчей для команд в Кубке НБА была изменена формула расписания регулярного сезона НБА, поэтому в межсезонье для каждого клуба НБА изначально было объявлено 80 игр регулярного сезона. Первые два раунда плей-офф Кубка НБА считаются матчами регулярного сезона 81 и 82. Финал — это дополнительная 83 игра, которая не учитывается в рамках регулярного сезона. Команды, которые не вышли в плей-офф или проиграли в четвертьфинале, получают дополнительные матчи, чтобы сыграть 82 игры в регулярном сезоне.

В случае, если в конце группового этапа две или более команд будут иметь одинаковое количество турнирных очков, то расположение команд будет определено в соответствии со следующими правилами (в последовательном порядке):
- Личные встречи на групповом этапе
- Разница набранных очков на групповом этапе во всех матчах
- Общее количество очков, набранных на групповом этапе
- Результаты в регулярном сезоне
- Случайная жеребьевка (если две или более команд по-прежнему равны по результатам предыдущих правил)

## Победители
| Год  | Чемпион Запада       | Счёт    | Чемпион Востока | Арена           | Город            | Ссылка        |
| ---- | -------------------- | ------- | --------------- | --------------- | ---------------- | ------------- |
| 2023 | Лос-Анджелес Лейкерс | 123–109 | Индиана Пэйсерс | Ти-Мобайл Арена | Парадайс, Невада | [ 12 ] [ 13 ] |
| 2024 | Оклахома-Сити Тандер | 81–97   | Милуоки Бакс    | Ти-Мобайл Арена | Парадайс, Невада | [ 14 ] [ 15 ] |

### MVP
MVP определяется членами медиа-сообщества, а также онлайн-голосованием болельщиков. В первом турнире 20 голосов были отданы представителями СМИ, а 5 - болельщиками. Леброн Джеймс из «Лос-Анджелес Лейкерс» стал первым обладателем титула MVP.
| Год  | MVP              | Клуб                 | Ссылка |
| ---- | ---------------- | -------------------- | ------ |
| 2023 | Леброн Джеймс    | Лос-Анджелес Лейкерс | [ 16 ] |
| 2024 | Яннис Адетокунбо | Милуоки Бакс         | [ 17 ] |